# Tygua - San José
La estación sencilla sin intercambio Tygua - San José, hace parte del sistema de transporte masivo de Bogotá llamado TransMilenio inaugurado en el año 2000.

## Ubicación
La estación está ubicada en el sector del centro de la ciudad, más específicamente sobre la Avenida de los Comuneros entre carreras 18 y 19.
Atiende la demanda de los barrios La Estanzuela, El Progreso y sus alrededores. El área es predominantemente residencial.

## Origen del nombre
El nombre Tygua significa águila en la lengua muisca. Se tomó esta palabra en honor al Escudo de Bogotá, en cuyo blasón se adopta la imagen de esta ave, el segundo nombre San José lo recibe por la cercanía con el Hospital San José.

## Historia
En el año 2012, al ser puesta en funcionamiento la fase III del sistema, se inició la construcción de la troncal de la Calle Sexta o Avenida los Comuneros para establecer una conexión entre las troncales de la Carrera Décima, la Avenida Caracas y la NQS. Fue inaugurada en noviembre de 2015 y junto con la de Guatoque - Veraguas conforman dicha troncal que es una extensión de la NQS Central.
Durante el paro nacional de 2021, la estación sufrió diversos ataques que afectaron de forma considerable las puertas de vidrio y demás infraestructura de la estación, razón por la cual se encontró inoperativa hasta marzo del 2022.

## Servicios de la estación

### Servicios troncales
| Tipo                                | Rutas al Norte | Rutas al Sur | Rutas al Oriente | Rutas al Occidente |
| ----------------------------------- | -------------- | ------------ | ---------------- | ------------------ |
| Ruta fácil                          | 8              |              |                  | 8                  |
| Expresos todos los días todo el día | B72 C25        | G47 H72      | L25 M47          |                    |
| Expresos lunes a sábado todo el día |                | G41          | L41              |                    |

### Esquema
| ← Occidente |         |           |            |
| Carrera 19  | 8C25    | B72G41G47 | Carrera 18 |
|             | Vagón 2 | Vagón 1   |            |
| Ciclorruta  |         |           |            |
|             | Vagón 2 | Vagón 1   |            |
| Carrera 19  | 8H72L25 | L41M47    | Carrera 18 |
| Oriente →   |         |           |            |

### Servicios urbanos
Así mismo funcionan las siguientes rutas urbanas del SITP en los costados externos a la estación, circulando por los carriles de tráfico mixto sobre la Avenida de los Comuneros, con posibilidad de trasbordo usando la tarjeta TuLlave:
| Código | Sector              | Dirección    | Rutas    |
| ------ | ------------------- | ------------ | -------- |
| 061A00 | A Br. El Progreso   | AC 6 - AK 19 | A537     |
| 042A00 | A Br. La Estanzuela | AC 6 - AK 19 | G537 120 |

## Ubicación geográfica
| Noroeste: F De La Sabana     | Norte: A Tercer Milenio | Nordeste: L San Victorino |
| Oeste: E Guatoque - Veraguas |                         | Este: L Bicentenario      |
| Suroeste: Los Mártires       | Sur: H Hospital         | Sureste: L San Bernardo   |